# António Lopes de Gusmão Mexia Lobo
António Lopes de Gusmão Mexia Lobo, Lopes de Gusmão Lobo ou apenas Lopes de Gusmão (Alter do Chão, Alter do Chão, 12 de Setembro/Novembro de 1820 - Alter do Chão, Alter do Chão, 7 de Maio/Junho de 1873), 2.º Barão de Brissos, foi um empresário agrícola português.

## Família
Único filho varão de Gaspar Lopes de Gusmão (Alter do Chão, Alter do Chão, 6 de Novembro de 1758 - Alter do Chão, Alter do Chão, 13 de Outubro de 1832/8), filho dum Espanhol, Cavaleiro da Ordem de Nosso Senhor Jesus Cristo, Estribeiro-Menor de Sua Real Majestade e Superintendente das Reais Manadas, casado primeira vez com Isabel Ramalho, de Olivença, com geração feminina, pela qual são 6.°s avós de Pedro Miguel de Santana Lopes, e de sua segunda mulher Maria Fortunata Centeno Mexia Lobo Corte-Real (Arraiolos, Arraiolos - ?).

## Biografia
Grande Proprietário em Alter do Chão, etc.
D. Luís I de Portugal, por Decreto e Carta Régia de 20 de Abril de 1864, concedeu-lhe o título, em sua vida, de 2.º Barão de Brissos. Usou por Armas: escudo esquartelado, no 1.º de Gusmão, no 2.º Lobo, no 3.º Mexia e no 4.º Corte-Real; timbre: de Gusmão; Coroa de Barão.

## Casamento e descendência
Casou a 8 de Outubro de 1850 com Ana Luísa Caldeira de Castel-Branco Xavier Limpo Vieira ou Caldeira de Castel-Branco Bocarro Limpo (17 de Agosto de 1801 - Alter do Chão, Alter do Chão, 21 de Setembro de 1882), filha de Pedro Celestino Caldeira de Castel-Branco (Portalegre, Sé, bap. 6 de Fevereiro de 1757 - Portalegre, 1820) e de sua mulher (Portalegre, Sé, 14 de Novembro de 1784) Maria Ana/Mariana Xavier Ravasco Limpo de Sequeira de Abreu Caldeira Bocarro ou Ravasco Limpo Caldeira de Abreu Bocarro (? - Portalegre), Herdeira da Casa dos de Abreu Bocarro, do Crato, e viúva de Joaquim António da Fonseca ou António Joaquim de Carvalho da Fonseca e Vasconcelos (Portalegre, São Lourenço - 1823), Capitão-Mor de Portalegre e Senhor da Herdade do Desvario, etc., filho de Joaquim António da Fonseca e de sua mulher Teresa Joaquina Antónia de Carvalho e Vasconcelos (casados em Portalegre, Sé, 26 de Maio de 1816, e pais de Teresa de Carvalho Caldeira de Castel-Branco, solteira e sem geração), sem geração, a qual casou terceira vez com o 2.º Barão de Brissos.
Teve, presumivelmente de Rosália Maria de Paiva, natural de Nisa, filha de Lino José de Paiva e de sua mulher Maria José, duas filhas naturais, também beneficiadas no seu Testamento:
- Maria Rosa de Gusmão (Fronteira, Fronteira, 1 de Outubro de 1865, bap. 4 de Novembro de 1865 -?), solteira e sem geração
- Rosa Maria de Gusmão (Crato, Flor da Rosa, 22 de Maio de 1869, bap. 27 de Maio de 1869 - Lisboa), casada em Lisboa, Santa Isabel, a 10 de Março de 1888 com Francisco de Magalhães Dominguez (Lisboa, Santa Isabel, 10 de Maio de 1863 - Lisboa, 2 de Janeiro de 1938), filho de Constantino José Dominguez (bap. Valença do Minho, Cerdal, 1835 - Lisboa, Santa Isabel, 12 de Fevereiro de 1900) e de sua mulher (Lisboa, Santa Isabel, 16 de Novembro de 1862) Bernarda Delfina Teixeira de Magalhães (Baião, Ancede, Porto Manso, 1836 - Lisboa, Santa Isabel, 24 de Novembro de 1883), com geração